# Месхі Михайло Мамукович
Миха́йло Маму́кович Ме́схі (нар. 26 лютого 1997, Донецьк) — український футболіст, опорний півзахисник «Кечкемета».

## Життєпис

### Ранні роки
Вихованець ДЮСШ донецького «Металурга». Із 2010 по 2014 рік провів у чемпіонаті ДЮФЛ 63 матчі, забивши 19 голів. У 2014—2015 роках зіграв 20 поєдинків та забив 4 м'ячі за «Металург» у юнацькій (U-19) першості України, а також 28 травня 2015 року провів 1 зустріч у молодіжному (U-21) чемпіонаті, вийшовши на поле у виїзному двобої проти луцької «Волині».

### Клубна кар'єра
Улітку 2015 року приєднався до лав «Сталі». 2 серпня того ж року дебютував у юнацькій (U-19) команді «сталеварів» у виїзному матчі проти одеського «Чорноморця». За молодіжну (U-21) команду дебютував 5 серпня 2016 року в домашньому поєдинку проти луцької «Волині».
4 грудня 2016 року дебютував у Прем'єр-лізі у виїзній грі проти донецького «Шахтаря», замінивши на 77-й хвилині капітана команди Максима Каленчука.
В липні 2018 року підписав трирічний контракт з клубом угорського чемпіонату «Мезйокйовешд».

## Статистика
Статистичні дані наведено станом на 4 червня 2018 року
| Клуб                 | Ліга         | Сезон   | Чемпіонат | Чемпіонат | Кубок | Кубок | U-21 | U-21 |
| Клуб                 | Ліга         | Сезон   | Ігри      | Голи      | Ігри  | Голи  | Ігри | Голи |
| -------------------- | ------------ | ------- | --------- | --------- | ----- | ----- | ---- | ---- |
| «Металург» (Донецьк) | Прем'єр-ліга | 2014/15 |           |           |       |       | 1    | 0    |
| «Сталь»              | Прем'єр-ліга | 2015/16 |           |           |       |       |      |      |
| «Сталь»              | Прем'єр-ліга | 2016/17 | 1         | 0         |       |       | 10   | 1    |
| «Сталь»              | Прем'єр-ліга | 2017/18 | 28        | 1         | 2     | 0     |      |      |